# Scenopinus weemsi
Scenopinus weemsi är en tvåvingeart som beskrevs av Kelsey 1969. Scenopinus weemsi ingår i släktet Scenopinus och familjen fönsterflugor.
Artens utbredningsområde är Florida. Inga underarter finns listade i Catalogue of Life.